# Gipsy Kings

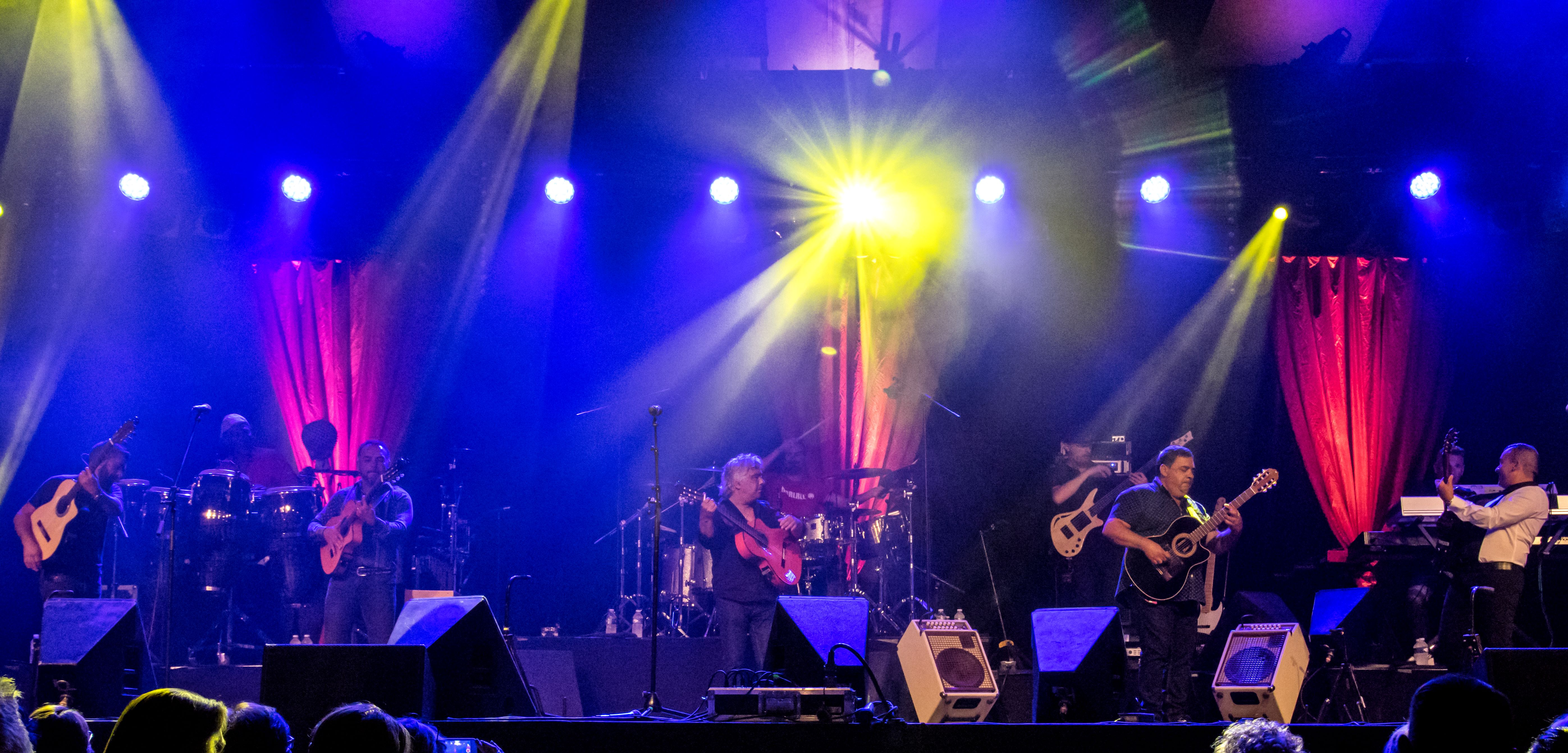
Zelt-Musik-Festival 2016 Freiburg, Duitsland

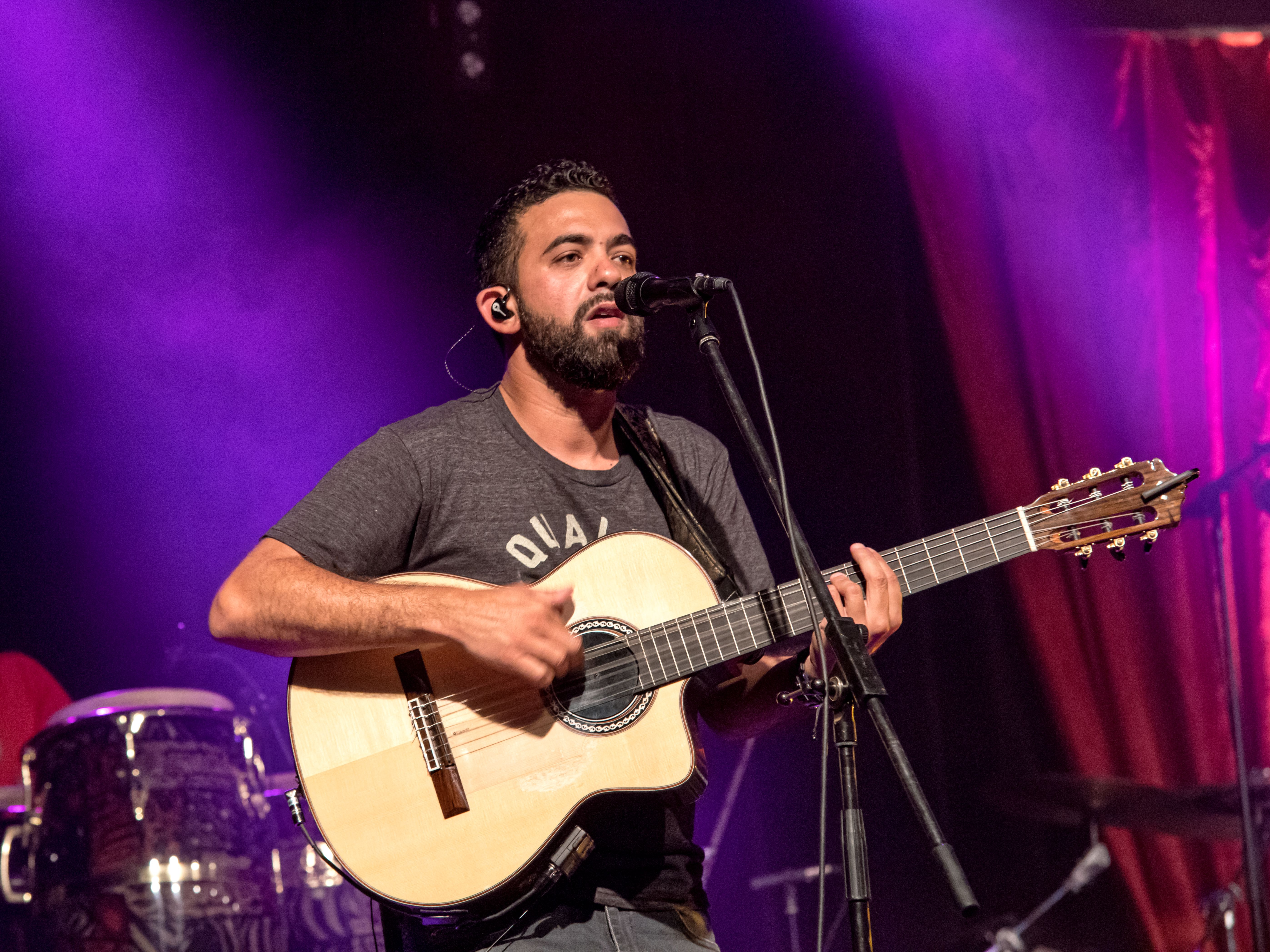
Zelt-Musik-Festival 2016

De Gipsy Kings is een muziekgroep samengesteld uit twee families uit Arles en Montpellier in Zuid-Frankrijk. Ze maken een soort popversie van flamencomuziek.

## Geschiedenis
Het genre dat de Gipsy Kings spelen, valt onder de noemer rumba catalan, een vrolijke muziekstijl die de Cubaanse rumba en de Spaanse flamenco laat samensmelten tot een zeer vrolijk en vaak dansbaar geheel. Hun bekendste nummers zijn Bamboléo, Volare en Djobi Djoba.
Tijdens de Spaanse Burgeroorlog vluchtten de grootouders van de broers Reyes en Baliardo vanuit Catalonië naar Zuid-Frankrijk. Les Gitans, oorspronkelijk Kale, Spaanse zigeuners, vonden in het zuiden van Frankrijk een plek waar ze tot nu toe in vrede kunnen wonen, werken en leven (Kalo = van het Sanskriet afkomstige taal die in Andalusië door de zigeuners wordt gesproken). De vader van de broers Reyes was de beroemde José Reyes, die samen met Manitas de Plata furore maakte in Carnegie Hall in New York. Nadat vader José besloot samen met zijn zoons een muziekgroep José y los Reyes te vormen, was de bodem gelegd voor de huidige Gipsy Kings. Na zijn vroege dood, werd de band compleet door de samensmelting met de broers Baliardo uit Montpellier.
In 1981 en 1982 maakten zij hun eerste platen Allegria en Luna de Fuego, maar pas nadat in '87 hun lied Bamboléo op de hitlijsten verscheen, werd de band wereldberoemd. Een lange lijst van cd's en hits volgde. 

## Discografie

### Albums
| Album met eventuele hitnotering(en) in de Nederlandse Album Top 100 | Datum van verschijnen | Datum van binnenkomst | Hoogste positie | Aantal weken | Opmerkingen   |
| ------------------------------------------------------------------- | --------------------- | --------------------- | --------------- | ------------ | ------------- |
| Allegria                                                            | 1982                  |                       | -               |              |               |
| Gipsy Kings                                                         | 1988                  | 28-05-1988            | 21              | 25           |               |
| Mosaique                                                            | 1989                  | 02-12-1989            | 46              | 15           |               |
| Este mundo                                                          | 1991                  | 13-07-1991            | 1(3wk)          | 18           |               |
| Live                                                                | 1992                  | 24-10-1992            | 58              | 7            | Livealbum     |
| Greatest hits                                                       | 1994                  | 09-07-1994            | 6               | 18           | Verzamelalbum |
| Estrellas                                                           | 1995                  | 18-11-1995            | 84              | 2            |               |
| Love songs                                                          | 1996                  | -                     |                 |              |               |
| Compas                                                              | 1997                  | 26-07-1997            | 41              | 10           |               |
| Volare! The very best of the Gipsy Kings                            | 1999                  | 24-07-1999            | 15              | 23           | Verzamelalbum |
| Roots                                                               | 2004                  | 03-04-2004            | 42              | 6            |               |
| Pasajero                                                            | 2006                  | -                     |                 |              |               |
| Savor Flamenco                                                      | 2013                  | -                     |                 |              |               |

| Album met hitnotering(en) in de Vlaamse Ultratop 200 albums | Datum van verschijnen | Datum van binnenkomst | Hoogste positie | Aantal weken | Opmerkingen     |
| ----------------------------------------------------------- | --------------------- | --------------------- | --------------- | ------------ | --------------- |
| Greatest hits                                               | 1994                  | 05-08-1995            | 47              | 2            | Verzamelalbum   |
| Volare! The very best of the Gipsy Kings                    | 1999                  | 07-08-1999            | 16              | 7            | Verzamelalbum   |
| The very best of                                            | 2005                  | 13-08-2005            | 22              | 5            | Verzamelalbum   |
| Roots                                                       | 2004                  | 17-04-2004            | 83              | 4            |                 |
| Back to back                                                | 24-06-2011            | 09-07-2011            | 7               | 11           | met Belle Pérez |

### Singles
| Single met eventuele hitnotering(en) in de Nederlandse Top 40 | Datum van verschijnen | Datum van binnenkomst | Hoogste positie | Aantal weken | Opmerkingen                                    |
| ------------------------------------------------------------- | --------------------- | --------------------- | --------------- | ------------ | ---------------------------------------------- |
| Lailola (No ablas mas)                                        | 1977                  | 07-01-1978            | 7               | 10           | als José e los Reyes / #4 in de Single Top 100 |
| Bamboléo                                                      | 1987                  | 07-05-1988            | 8               | 10           | #5 in de Single Top 100 / Alarmschijf          |
| Djobi, djoba                                                  | 1988                  | 30-07-1988            | tip12           | -            | #34 in de Single Top 100                       |
| Volare (nel blu dipinto di blu)                               | 1989                  | 13-01-1990            | 30              | 4            | #26 in de Single Top 100                       |
| Baila me                                                      | 1991                  | 27-07-1991            | 6               | 9            | #5 in de Single Top 100 / Alarmschijf          |
| Get up!                                                       | 19-07-1999            | -                     |                 |              | met Captain Jack / #68 in de Single Top 100    |

### NPO Radio 2 Top 2000
| Nummer met noteringen in de NPO Radio 2 Top 2000 | '99  | '00  |
| ------------------------------------------------ | ---- | ---- |
| Bamboléo                                         | 1515 | 1655 |

1. ↑  Een vetgedrukt getal geeft de hoogste notering aan.
2. ↑  Deze tabel is bijgewerkt tot en met de laatste editie (2024).

### Dvd's
| Dvd's met hitnoteringen in de Nederlandse Music Top 30 | Datum van verschijnen | Datum van binnenkomst | Hoogste positie | Aantal weken | Opmerkingen |
| ------------------------------------------------------ | --------------------- | --------------------- | --------------- | ------------ | ----------- |
| Tierra Gitana & live in concert                        | 2005                  | 06-08-2005            | 4               | 19           |             |